# Брус Спрингстийн
Брус Фредерик Джоузеф Спрингстийн (на английски: Bruce Frederick Joseph Springsteen) е американски певец, китарист и автор на песни. Един от основоположниците на направлението хартланд рок, работите му варират от комерсиални рок албуми до по-мрачни и близки до фолк музиката песни. Той дължи популярността си до голяма степен на интензивната си концертна дейност, заедно със съпровождащата група И Стрийт Бенд.
Най-успешните студийни албуми на Брус Спрингстийн, „Born to Run“ и „Born in the U.S.A.“, въплъщават неговия стремеж да търси възвишеност в американското ежедневие и го превръщат в един от най-популярните изпълнители в Съединените щати през 80-те години на 20 век. Подкрепата му за кандидат-президентските кампании на Джон Кери и Барак Обама постепенно свързват имиджа му с политическата левица. Спрингстийн е известен и с подкрепата си за различни благотворителни каузи в родния му щат Ню Джърси и на други места, както и с реакцията си на Атентатите от 11 септември, отразени в албума му „The Rising“.
Брус Спрингстийн е носител на множество награди, сред които двадесет Грами, две Златен глобус и една Оскар. В хода на кариерата си е продал над 65 милиона албума в Съединените щати и 120 милиона по целия свят.

## Дискография
- Greetings from Asbury Park, N.J. (1973)
- The Wild, the Innocent & the E Street Shuffle (1973)
- Born to Run (1975)
- Darkness on the Edge of Town (1978)
- The River (1980)
- Nebraska (1982)
- Born in the U.S.A. (1984)
- Tunnel of Love (1987)
- Human Touch (1992)
- Lucky Town (1992)
- The Ghost of Tom Joad (1995)
- The Rising (2002)
- Devils & Dust (2005)
- We Shall Overcome: The Seeger Sessions (2006)
- Magic (2007)
- Working on a Dream (2009)
- Wrecking Ball (2012)
- Dream Baby Dream (2013)
- High Hopes (2014)
- Western Stars (2019)
- Letter to you (2020)
- Only the Strong Survive (2022)